# Trừ tịch
Trừ tịch, còn được gọi tên là đêm ba mươi, là khoảng thời gian trước nửa đêm, thời khắc giao thừa giữa năm mới và năm cũ.
Trừ tịch là khoảng thời gian thiêng liêng nhất của năm khi các gia đình sum họp, chuẩn bị đón năm mới với những điều tốt lành sẽ đến và tiễn trừ năm cũ.
Trừ tịch (除夕) với "trừ" nghĩa là thay đổi, hoán đổi và "tịch" là đêm, "trừ tịch" nghĩa là "đêm của sự thay đổi""đêm của thời khắc giao thời".

## Đặc điểm
Trừ tịch là đêm cuối năm rất tối trời, "tối trời như đêm ba mươi".Bởi vậy, trừ tịch được coi là khoảng thời gian của sự yên nghỉ, giũ bỏ những muộn phiền, là đêm của tĩnh lặng và thiêng liêng. Trong khoảng trừ tịch, người ta lo quét dọn sạch sẽ những gì là nhơ bẩn, dọn sạch những phiền muộn, bất hoà của đời sống để chuẩn bị cho một ngày mới bắt đầu của năm mới.

## Lễ trừ tịch
Lễ trừ tịch cử hành vào giờ Tý (11 giờ đến 1 giờ), khoảnh khắc bao hàm trong nó một giờ của năm cũ và một giờ của năm mới. Lễ trừ tịch thường được các gia đình thắp hương trước bàn thờ tổ tiên, cúng trừ tịch với mâm xôi với con gà trống luộc hoặc mâm xôi với chân giò lợn. Trong lễ này tại gia đình, người ta nhắc đến công ơn trời đất, tổ tiên, tạ lỗi cùng cha mẹ, làm hoà với nhau, trút bỏ điều xấu và hứa hẹn những điều tốt đẹp sẽ thực hiện. Dù không có tôn giáo nào hay chẳng có gia đình để sum họp, trong giờ khắc thiêng liêng đó mọi người cũng thường rủ nhau đến chùa, đến nhà thờ hay nơi linh thiêng nào đó để thắp nén nhang và hái lộc đầu năm.